# Rodger Arneil
Rodger James Arneil, né le 1er mai 1944 à Édimbourg (Écosse), est un joueur de rugby à XV écossais qui a joué avec l'équipe d'Écosse, évoluant au poste de troisième ligne aile.

## Carrière de joueur
Il a évolué en club au Edinburgh Academical Football Club et à Leicester Tigers. Il a eu sa première cape internationale le 24 février 1968 contre l'équipe d'Irlande, et a disputé son dernier test match le 16 décembre 1972 contre l'équipe de Nouvelle-Zélande. Rodger Arneil a disputé quatre test matchs avec les Lions britanniques en 1968 (en Afrique du Sud).

## Statistiques

### En équipe nationale
- 22 sélections avec l'équipe d'Écosse
- Sélections par années : 3 en 1968, 5 en 1969, 5 en 1970, 5 en 1971, 4 en 1972
- Tournois des Cinq Nations disputés : 1968, 1969, 1970, 1971, 1972

### Avec les Lions britanniques
- 4 test matchs avec les Lions britanniques
- Sélections par années : 4 en 1968 (en Afrique du Sud).